# Гугутка (село)
Гугутка е село в Южна България. То се намира в община Ивайловград, област Хасково.

## География
Село Гугутка се намира в долината на Бяла река.

## История
До 1934 година името на селото е Арнауткьой. При избухването на Балканската война в 1912 година 2 души от Арнауткьой са доброволци в Македоно-одринското опълчение.
„През 1912 година, то тогава селото се е наричало Арнауткьой, турците надошли за последно тук. Извели на площада всички българи, които не успели да избягат и да се покрият в планината. И нея извели. Пък била много красива тогава, чудно как не са ѝ налетели първо. Наредили ги в редица и почнали да стрелят в тях. Нея куршумите я улучили в хълбока. После един минавал край труповете и ги ритал, за да е сигурен, че са умрели. Забележел ли, че някой мърда, му казвал да стане. Ама който стане, го доубивали. А тя останала да лежи и се направила на умряла, та така единствена се спасила. Как е издържала на тая болка да не се издаде, не я знам. Пък и съм била хлапе, де да ми е било на акъла да я питам това. После турците запалили всички къщи в селото, та оцелелите в единия ад ги чакал друг – останали без покрив. Затова дълги години след това тука имаше негласно решение – който се изселва, не продава къщата си на турци. Но с годините вече никой не остана. Ама пък аз си се разбирам с всички и добре си живееме“, вкарва накрая оптимизъм в тъжния си разказ баба Въла. (в. Сега, 4 юни 2009 г.)
Сегашното ивайловградско село Гугутка е построено на мястото на старото село Арнауткьой, опожарено през юли 1913 г. от редовна турска войска. На малкия площад има паметник на жертвите, като най-отдолу е името на 11-годишно момиченце. (в. Стандарт 17 юли 2011 г.) Името Гугутка село Арнауткьой получава през 1934 г.
Така наречената Гюмюрджинска република е организиран от Турция със съдействието на Гърция антибългарски акт на подложените на силен натиск и агитация мюсюлманите (турци и българомохамедани-помаци) в Беломорието по време на Междусъюзническата война след оттеглянето на българските войски в средата на юли 1913 г. Военни инструктори (около 200 души), оръжие и боеприпаси идват предимно от Одрин, въоръжение предоставят и гърците по жп линията през Окчилар и пристанището Порто Лагос. За месеца на съществуването си „властта“ организира башибозук, командван от Сюлейман бей, който опожарява много български християнски села, населението е ограбвано и изнасилвано, стават масови кланета. Разорени са множество български селища в Източните Родопи и Беломорска Тракия, сред които Гугутка.
В „Разорението на Тракийскитѣ българи прѣзъ 1913 година“ Л. Милетич относно Ортакьойско, село Арнауткьой, посочва: „Ужасни жестокости отъ страна на башибозуци, размѣсени съ бивши войници, плѣнници. – 45 жени застрѣляни и 20 жени и дѣца съсѣчени. – Безслѣдно завлѣчени жени и момичета. – Могилата на избититѣ жени. – 18 мѫже убити. Поимененъ списъкь на 66 души отъ загиналитѣ.

## Културни и природни забележителности
- Бялград, средновековна крепост

## Галерия
- Кметството
- Центърът на селото
- Военният паметник
- Стара къща

## Личности
Родени в Арнауткьой
- доц. д-р Георги Паскалев – 2 мандата ректор на Медицински университет – Пловдив. Избран за лекар на годината през 2008 г. Почетен ректор на Медицинския университет в град Пловдив;
- Димитър Юруков (1887 – ?), македоно-одрински опълченец, Продоволствен транспорт на 5 одринска дружина[4]
- Никола Петков (1887 – ?), македоно-одрински опълченец, 3 рота на 11 сярска дружина[5]